# Florence Harding
Florence Mabel Kling "Flossie" Harding (Ohio, 15. kolovoza 1860. – Ohio, 21. studenog 1924.) je bila supruga 29. američkog predsjednika Warrena G. Hardinga od 4. ožujka 1921. do 3. kolovoza 1923.